# Erga omnes
El término erga omnes es una locución latina que significa "respecto de todos" o "frente a todos", y se utiliza en derecho para referirse a la aplicabilidad de una norma, un acto o un contrato.
Significa que la norma, el acto o el contrato se aplica a todos los sujetos, en contraposición con las normas inter partes (entre las partes), que solo se aplican a aquellas personas que concurrieron a su celebración. Habitualmente, para que un contrato tenga efectos más allá de inter partes y sea oponible a terceros, es necesario que cumpla ciertas formalidades que generalmente tienen fines probatorios, como el hecho de haber sido inscritos en un registro público. 
Las normas, por el contrario, suelen tener siempre efectos erga omnes, dado que por definición son de aplicación general. Solo en casos muy especiales se dictan normas específicas para casos concretos.
También se usa esta locución latina en la figura procesal que permita a los Estados reclamar la responsabilidad por violaciones que surgen de derechos que se deben a un grupo de Estados y que no son bilateralizables por tener una naturaleza integral, surge la figura de erga omnes en el derecho internacional.